# 理查德·柯朗
理查德·柯朗（德語：Richard Courant，1888年1月8日—1972年1月27日）是一名德裔美國數學家。

## 生平
柯朗出生於普鲁士王国西里西亚省的卢布利涅茨，1905年全家移居柏林，柯朗留在布列斯勞，並且進入當地的大學就讀，後來他發現那裡的課程並不能讓他滿足，於是他先后转入苏黎世大学及哥廷根大学繼續學業，最後在哥廷根大學作为希爾伯特的助教在1910年獲得博士學位。
第一次世界大戰中曾应征入伍，但不久就因傷而退伍。战后，柯朗繼續在哥廷根大學進行研究，並且在明斯特大學擔任了兩年的數學教授。他在明斯特大學創建了數學研究所，並且在1928-1933年擔任所長。
1933年，柯朗離開德國，赴英国避难，这比起他許多同事早了許多年。在劍橋大學一年後，柯朗前往了紐約市，在紐約大學擔任數學教授，他創建了數學研究組織，這項工作他做得非常成功，科朗数学研究所在後來成為一個應用數學研究中心的標竿。
除了他優越的組織能力外，柯朗經常被人們提起他在數學研究上的成就，他花了超過八年的時間編寫了一本非常有影響力的數學教科書《数学物理方法》，他和赫伯特·羅賓斯合著了《什麼是數學？》，這本書相當暢銷，至今仍廣為世人喜愛。他的名字亦在有限元方法被提起，柯朗給了這理論一個堅實的數學基礎，柯朗的成就尚有柯朗-弗里德里希-萊維條件（Courant–Friedrichs–Lewy condition）以及柯朗極小值原則，柯朗在紐約市逝世，他的兒子欧内斯特·柯朗是一名物理學家。

## 代表作
- Differential and Integral Calculus,  John Wiley & Sons
- 《微積分和數學分析引論》，Introduction to Calculus and Analysis,  Springer
- 《什麼是數學?（英语：What Is Mathematics?）》
- 《數學物理方法》（與大卫·希尔伯特合著，但實際內容大都由柯朗編寫）

## 軼事
- 柯朗特曾要求妻子入門前必須讀懂《數學是什麼》一书，尽管最终她未能做得很好
- 在編著《數學是什麼》此書時，在紐約的柯朗特寓所頂樓擺滿了製肥皂泡的框架，這些是柯朗特孫兒的最佳玩具
- 在發行《數學是什麼》一書時，柯朗特曾與其合著者羅賓斯有了著作者的爭議，由於歐洲學者的傳統，柯朗特認為羅賓斯不應出現於作者一欄，這造成了不小的爭端